# Michael T. Good
Michael Timothy Good, född 13 oktober 1962 i Parma, Ohio, är en amerikansk astronaut. Han togs ut i astronautgrupp 18 den 27 juli 2000.
Good studerade flygteknik vid University of Notre Dame, där han tog en bachelorexamen 1984 och en masterexamen 1984. Han blev officer i USA:s flygvapen 1984. Han fullföljde en utbildning i flygtjänst som navigatör 1989 och fullföljde 1994 en testpilotutbildning. 2000 påbörjade Good två års utbildning till astronaut hos NASA. Han deltog i två rymdfärder med rymdfärjan Atlantis åren 2009–2010. Good lämnade flygvapnet 2009 och övergick till en civil anställning vid NASA.

## Rymdfärder
- Atlantis - STS-125 sista servicefärden till rymdteleskopet Hubble.
- Atlantis - STS-132